# Jeff Golub
Jeff Golub (ur. 15 kwietnia 1955 w Akron, zm. 1 stycznia 2015) – amerykański gitarzysta i kompozytor jazzowy.

## Życiorys
W dzieciństwie inspirował się grą Erica Claptona, Jeffa Becka, a w latach późniejszych jego idolami byli Muddy Waters, Buddy Guy oraz B.B. King. Jednak to Wes Montgomery zainspirował go do studiowania w Berklee College of Music w Bostonie. Podczas studiów grał w The James Montgomery Band. 
W 1980 rozpoczął współpracę z Billy Squier, z którym wydał 7 albumów i uczestniczył w jego 3 trasach koncertowych. W 1988 wydał pierwszy autorski album Unspoken Words, a od 1994 lider zespołu Avenue Blue. Grywał wspólnie z Dave Koz & The Kozmos i w programie The Emeril Lagasse Show.
W latach 1988–1995 współpracował z Rodem Stewartem, z którym wydał 4 albumy i uczestniczył w jego 5 trasach koncertowych. Brał udział w nagraniu koncertowym One Night Only w Royal Albert Hall.
Jeff Golub jako gitarzysta jazzowy wydał 11 solowych albumów i 3 płyty CD jako lider zespołu instrumentalnego Avenue Blue. 
W 2011 oślepł na skutek załamania się nerwu wzrokowego. W 2012 doznał wypadku w nowojorskim metrze upadając na tory. W październiku 2014 zdiagnozowano u niego postępujące porażenie nadjądrowe.

## Dyskografia
- 1988 – Unspoken Words
- 1994 – Avenue Blue
- 1996 – Naked City
- 1997 – Nightlife
- 1997 – Six String Santa
- 1999 – Out of the Blue
- 2000 – Dangerous Curves
- 2002 – Do It Again
- 2003 – Soul Sessions
- 2005 – Temptation
- 2007 – Six String Santa
- 2007 – Grand Central
- 2009 – Blues for You
- 2011 – The Three Kings
- 2013 – Train Keeps A Rolling